# Dobroviš
Dobroviš (en serbe cyrillique : Добровиш) est un village de Serbie situé dans la municipalité de Vlasotince, district de Jablanica. Au recensement de 2011, il comptait 72 habitants.

## Démographie
| 1948  | 1953  | 1961  | 1971 | 1981 | 1991 | 2002 | 2011 |
| ----- | ----- | ----- | ---- | ---- | ---- | ---- | ---- |
| 1 228 | 1 250 | 1 073 | 852  | 654  | 232  | 141  | 72   |

|  |